# Vlagstaartkolibrie
De vlagstaartkolibrie (Discosura longicaudus) is een vogel uit de familie Trochilidae (kolibries).

## Verspreiding en leefgebied
Deze soort komt voor in centraal en zuidelijk Venezuela, noordelijk Brazilië en de Guiana's, ook in oostelijk Brazilië.